# پایگاه هوایی آبی میشن
پایگاه هوایی آبی میشن (به انگلیسی: Mission Water Aerodrome) یک فرودگاه خصوصی است . این فرودگاه در کشور کانادا قرار دارد و در ارتفاع ۳ متری از سطح دریا واقع شده‌است.